# Tulsi Gabbard

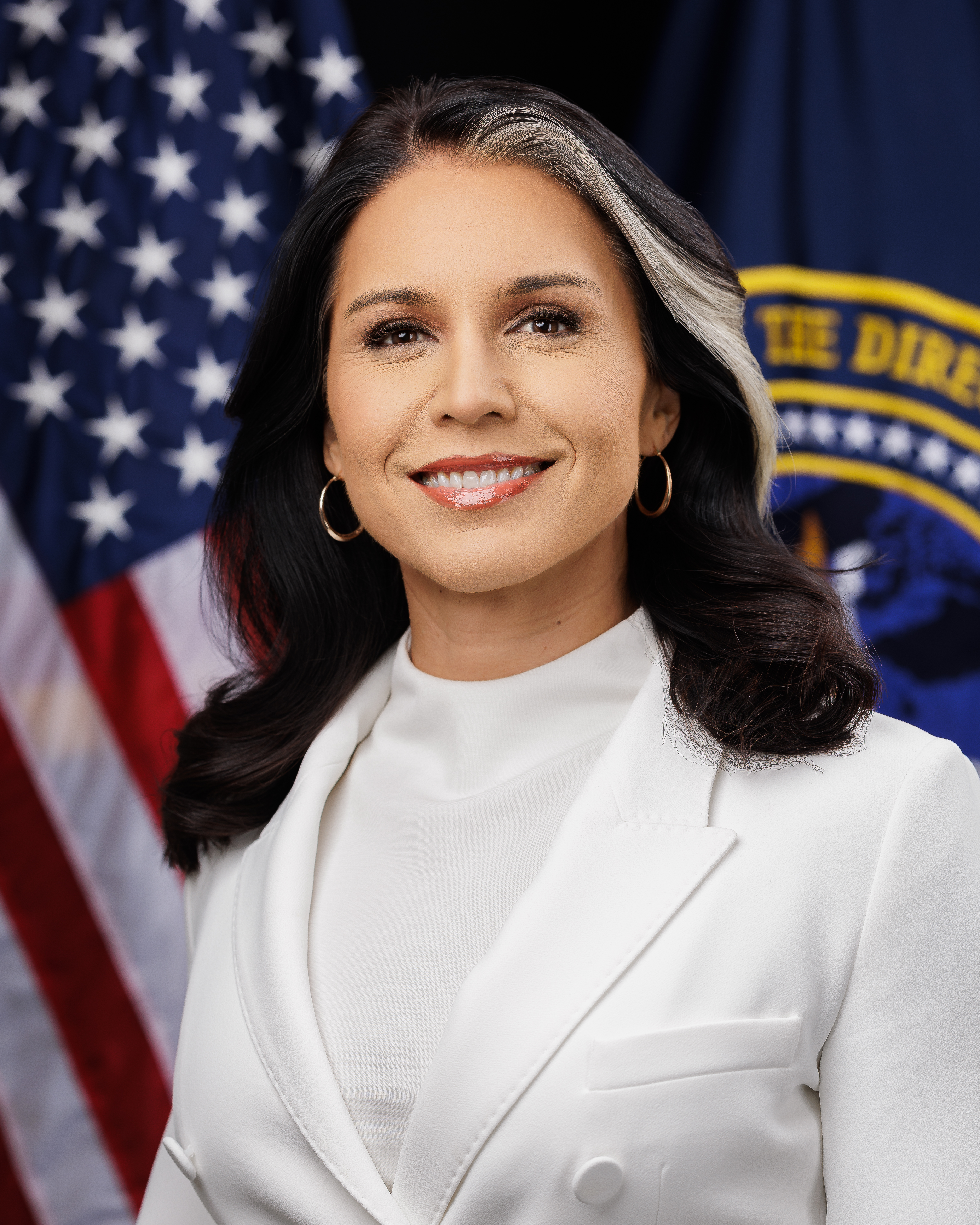
Tulsi Gabbard (2025)

Tulsi Gabbard (* 12. April 1981 in Leloaloa, Amerikanisch-Samoa) ist eine US-amerikanische Politikerin (bis 2022 Demokratische Partei, dann parteilos, seit 2024 Republikanische Partei). Seit Februar 2025 ist sie in der Position als Director of National Intelligence im Kabinett Trump II.
Von 2013 bis 2021 vertrat sie Hawaiis 2. Kongresswahlbezirk im Repräsentantenhaus der Vereinigten Staaten. Von Januar 2013 bis zu ihrem Rücktritt im Februar 2016 war Gabbard Vize-Vorsitzende des Democratic National Committee, der Bundesparteiorganisation der Demokraten. 2020 verzichtete sie auf eine Wiederwahl und bewarb sich in der Vorwahl ihrer Partei um die Präsidentschaftskandidatur 2020. Im Oktober 2022 erklärte Gabbard ihren Austritt aus der Demokratischen Partei und begründete dies unter anderem mit deren angeblicher Führung durch „elitäre Kriegstreiber“, die die Gefahr eines Atomkriegs erhöhten. Bei der Präsidentschaftswahl 2024 unterstützte sie Donald Trump und trat auf einer seiner Wahlkampfveranstaltungen im Oktober 2024 der Republikanischen Partei bei. 

## Leben

### Kindheit, Jugend und Privatleben
Tulsi Gabbard ist das vierte von fünf Kindern von Carol Porter Gabbard und deren Ehemann Mike Gabbard, einem Politiker (1966–2004 parteilos, 2004–2007 Republikaner, seit 2007 Demokrat). 1983 zog die Familie nach Hawaii, wo Tulsi Gabbard aufwuchs. Während ihrer High-School-Zeit bekam sie Hausunterricht, mit Ausnahme von zwei Jahren an einer missionarischen Mädchenschule auf den Philippinen. Ihr Vater war katholisch getauft, ihre Mutter Hindu. Ihre Eltern waren Mitglieder der Science of Identity Foundation, eine von Chris Butler 1977 gegründete Splittergruppe der Hare-Krishna-Bewegung. Gabbard selbst ist praktizierende Vaishnava im Brahma-Madhva-Gaudiya-Sampradaya. Sie beschrieb sich selbst als Karma Yogi.
Von 2002 bis 2006 war sie mit Eddie Tamayo verheiratet. Als Grund für die Scheidung nannte sie „den Stress, den der Krieg für die Ehepartner und Familien von Soldaten bedeutet“. Im Jahr 2015 heiratete Gabbard den freiberuflichen Kameramann und Editor Abraham Williams, Sohn ihres Büroleiters in Honolulu, in einer hinduistischen Hochzeitszeremonie. Im Jahr 2024 machte Gabbard publik, dass sie und Williams versucht hätten, eine Familie zu gründen, und sie sich erfolglos mehreren In-vitro-Fertilisationsverfahren unterzogen habe.

### Erste berufliche Erfahrung als Politikerin und Zeit als Soldatin
2002 wurde sie im Alter von 21 Jahren das jüngste Mitglied des Repräsentantenhauses von Hawaii. Im selben Jahr wurde ihr Vater in den Honolulu City Council gewählt, dessen Mitglied er von 2003 bis 2005 war; ab 2006 vertrat er den Distrikt 19 im Senat von Hawaii. In ihrem Amt als Repräsentantin war Tulsi Gabbard Mitglied im Committee on Tourism and Culture, im Committee on Education, im Committee on Economic Development and Business Concerns, im Committee on Agriculture sowie Vize-Vorsitzende im Committee on Higher Education. Sie vertrat den Distrikt 42 in der 22. Legislaturperiode. Noch während ihrer Amtszeit meldete sie sich 2003 freiwillig zum Dienst in der Hawaii National Guard. Ab Juli 2004 diente sie im Rahmen des Irakkriegs für ein Jahr als Specialist in einer Sanitätskompanie auf der Joint Base Balad im Irak. Bedingt durch den Einsatz entschied sie sich schließlich dagegen, sich erneut für das Amt im Repräsentantenhaus von Hawaii zu bewerben. Ab Herbst 2006 arbeitete sie als Hilfskraft für US-Senator Daniel Akaka in Washington, D.C., währenddessen absolvierte sie 2007 die Alabama Military Academy als Klassenbeste. Von 2008 bis 2009 befand sie sich erneut im Einsatz, diesmal als Zugführerin einer Militärpolizei-Einheit in Kuwait, wo sie u. a. die Nationalgarde von Kuwait in Terrorismusbekämpfung ausbildete.
2009 erwarb sie ihren Bachelor of Business Administration von der Hawaiʻi Pacific University.
Im November 2010 wurde Gabbard in den Honolulu City Council gewählt; während ihrer Amtszeit ab Januar 2011 im City Council, in dem sie den Distrikt 6 vertrat, war sie Vorsitzende des Ausschusses für Safety, Economic Development, Government Affairs sowie stellvertretende Vorsitzende des Haushaltsausschusses.

### Kongressabgeordnete

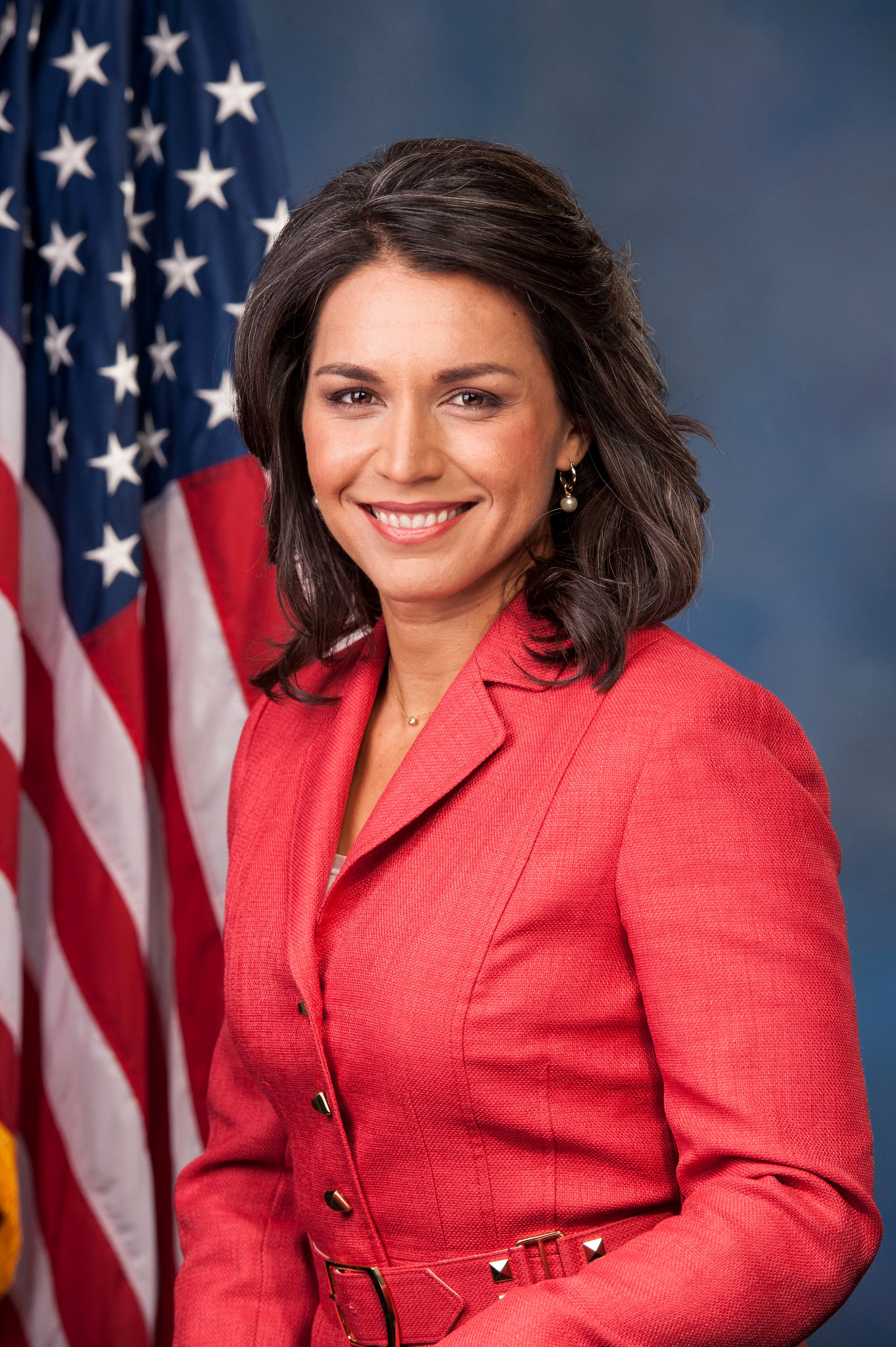
Tulsi Gabbard als Kongressabgeordnete (2013)

Im Mai 2011 kündigte sie ihre Kandidatur für das US-Repräsentantenhaus an; die bisherige Repräsentantin Mazie Hirono hatte angekündigt, für den Senat zu kandidieren. Gabbards Kandidatur wurde u. a. vom Sierra Club und von EMILY’s List unterstützt. Die Vorwahlen gewann sie im August 2012 mit 54 % der Stimmen. Der stärkste Mitbewerber war der ehemalige Bürgermeister Honolulus Mufi Hannemann gewesen, der 33,6 % der Stimmen erhielt. Die allgemeine Wahl in Distrikt 2 auf Hawaii gewann sie im November mit 76,8 % der Stimmen gegen den obdachlosen Kandidaten der Republikanischen Partei Kawika Crowley.
Im Dezember 2012 wurde Gabbard vom Democratic Caucus in das United States House Committee on Homeland Security berufen, in das sie im Januar 2013 vom Repräsentantenhaus zum Mitglied gewählt wurde. Im Committee on Homeland Security war sie dem Subcommittee on Border and Maritime Security zugeordnet. Ende Dezember 2012 bewarb sich Gabbard bei der Hawaii Democratic Party um den Sitz des verstorbenen US-Senators Daniel Inouye und bekam dabei prominente Unterstützung von u. a. Kal Penn und Cory Booker,
kam aber nicht in die dem Gouverneur Neil Abercrombie vorgelegte, engere Auswahl.
Im Januar 2013 legte Gabbard ihren Amtseid auf die Bhagavad Gita ab.
Sie wurde in das United States House Committee on Foreign Affairs berufen und am 14. Januar 2013 vom Repräsentantenhaus zu dessen Mitglied gewählt. Im selben Monat gab das House Committee on Foreign Affairs Eliot Engel bekannt, dass Gabbard im Subcommittee on Asia and the Pacific vertreten sein wird. Am 22. Januar 2013 wurde Gabbard vom Democratic National Committee (DNC) einstimmig zur Vize-Vorsitzenden für die nächsten vier Jahre gewählt.
Im selben Jahr weigerte sie sich, eine überparteiliche Deklaration zu unterzeichnen, die die Ausschreitungen gegen Moslems im indischen Bundesstaat Gujarat verurteilte und begründete dies mit einer angeblichen Desinformation zu diesen Ereignissen. Im Jahr 2014 überreichte sie dem indischen Premierminister Narendra Modi bei dessen Besuch in den Vereinigten Staaten eine Kopie der Gita. Gabbard sagte Modi zu, im Kongress für eine Anerkennung des Weltyogatags zu werben. Im selben Jahr knüpfte sie auf einer Reise nach Indien Kontakte zur hindu-nationalistischen BJP und zum RSS. Nach Recherchen von The Intercept spendeten mindestens 105 Mitglieder nationalistischer Hindu-Organisationen für ihre Wahlkämpfe von 2011 bis 2018 mehrere hunderttausend Dollar. Auf Kritik bei südasiatischen Migranten stießen ihre Beziehungen zu hindunationalistischen Organisationen wie der Vishva Hindu Parishad, deren amerikanische Sektionen ihre Wahlkämpfe auch finanziell unterstützten.
Anfang April 2014 wurde Gabbard in das United States House Committee on Armed Services berufen. In diesem gehörte sie zunächst zum Seapower and Projection Forces Subcommittee, seit Januar 2015 auch zum Readiness Subcommittee. Im September 2014 brachte Gabbard eine Gesetzesvorlage (H.R.5594) ein, mit der die visafreie Einreise in die Vereinigten Staaten im Rahmen des Visa-Waiver-Programms für Reisepass-Inhaber aus Ländern vorübergehend suspendiert wird, von denen bekannt ist, dass sie für ISIS oder al-Qaida zugehörige Gruppen kämpfen. Im November 2014 wurde Gabbard erneut für Distrikt 2 in das Repräsentantenhaus gewählt.
Im April 2015 heiratete Gabbard den Kameramann Abraham Williams in einer hinduistischen Hochzeitszeremonie auf Oʻahu.
Im September 2015 brachte Gabbard eine Resolution (H.RES.435) im Repräsentantenhaus ein, mit der die Verfolgung religiöser und ethnischer Minderheiten, insbesondere Christen und Jesiden, durch den Islamischen Staat (IS) anerkannt werden soll und die zur sofortigen Priorisierung der Anerkennung von Flüchtlingen aus den verfolgten Gruppen aufruft.
Im Oktober 2015 wurde Gabbard zum Major befördert.
Als Vize-Vorsitzende des DNC geriet sie Mitte Oktober 2015 in einen Konflikt mit der Vorsitzenden Debbie Wasserman Schultz über die Anzahl und Sanktionierungsweise der Debatten im Rahmen der Vorwahlen der Demokratischen Partei zur Präsidentschaftswahl 2016. Im November 2015 brachte Gabbard mit dem Republikaner Austin Scott eine Gesetzesvorlage in das Repräsentantenhaus (H.R.4108) ein, mit der der Bundesregierung und ihren Behörden untersagt werden soll, die Opposition im Bürgerkrieg in Syrien oder sonstige Gruppierungen oder Individuen, die den Sturz der syrischen Regierung betreiben, zu unterstützen. In einer Presseerklärung hierzu sprach Gabbard von einem illegalen und kontraproduktiven Krieg der USA gegen die Regierung von Baschar al-Assad (den sie einen „brutalen Diktator“ nannte), der unverzüglich beendet werden müsse, um sich auf die Bekämpfung islamistischer Terroristen in Syrien wie den Islamischen Staat, die Nusra-Front und Ahrar al-Scham zu konzentrieren.
Im selben Monat stimmte Gabbard für einen von den Republikanern anlässlich der Terroranschläge in Paris im Repräsentantenhaus eingebrachten Gesetzesentwurf, mit dem das Überprüfungsverfahren für Flüchtlinge aus dem Bürgerkrieg in Syrien und aus dem Irak derart verschärft werden soll, dass der Director of the Federal Bureau of Investigation, der Sekretär des Department of Homeland Security und der Director of National Intelligence jedem Flüchtling einzeln die Unbedenklichkeit bescheinigen müssen; US-Präsident Barack Obama kündigte an, sein Veto einzulegen. Zudem sprach sich Gabbard dafür aus, das Visa Waiver Program ruhen zu lassen.
Im Februar 2016 unterstützte Gabbard die Präsidentschaftskandidatur von Bernie Sanders und begründete dies mit ihrer Ansicht, dass die Vereinigten Staaten keine interventionistischen Regimewechsel-Kriege führen sollten. Gleichzeitig legte sie ihren Vizevorsitz des Democratic National Committee nieder, da dieses sie zur Neutralität verpflichte.
Sie kritisierte Obama und Hillary Clinton dafür, dass sie angeblich aus Furcht vor dem Missverständnis, alle Muslime anzuklagen, den Begriff „radikaler islamischer Terror“ für Gruppen wie al-Qaida und ISIS nicht benutzen würden.
Gabbard sprach sich gegen die Anerkennung Juan Guaidós als Interimspräsident von Venezuela aus.
Ende Oktober 2019 gab Gabbard bekannt, bei der Wahl 2020 nicht wieder für ihr Mandat anzutreten. Sie wolle sich auf ihre Präsidentschaftskandidatur konzentrieren.

### Vorwahlkandidatur für die Präsidentschaft 2020

Wahlkampflogo von Tulsi Gabbard für die Vorwahlen 2020

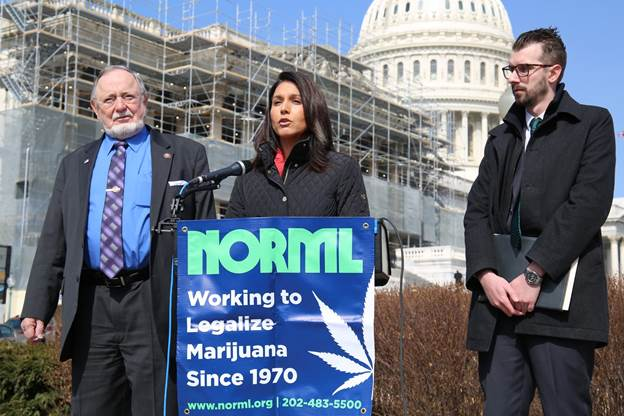
Gabbard wirbt im Jahr 2019 an der Seite des republikanischen Abgeordneten Don Young für ein Ende des Verbots des Genusskonsums von Cannabis auf Bundesebene.

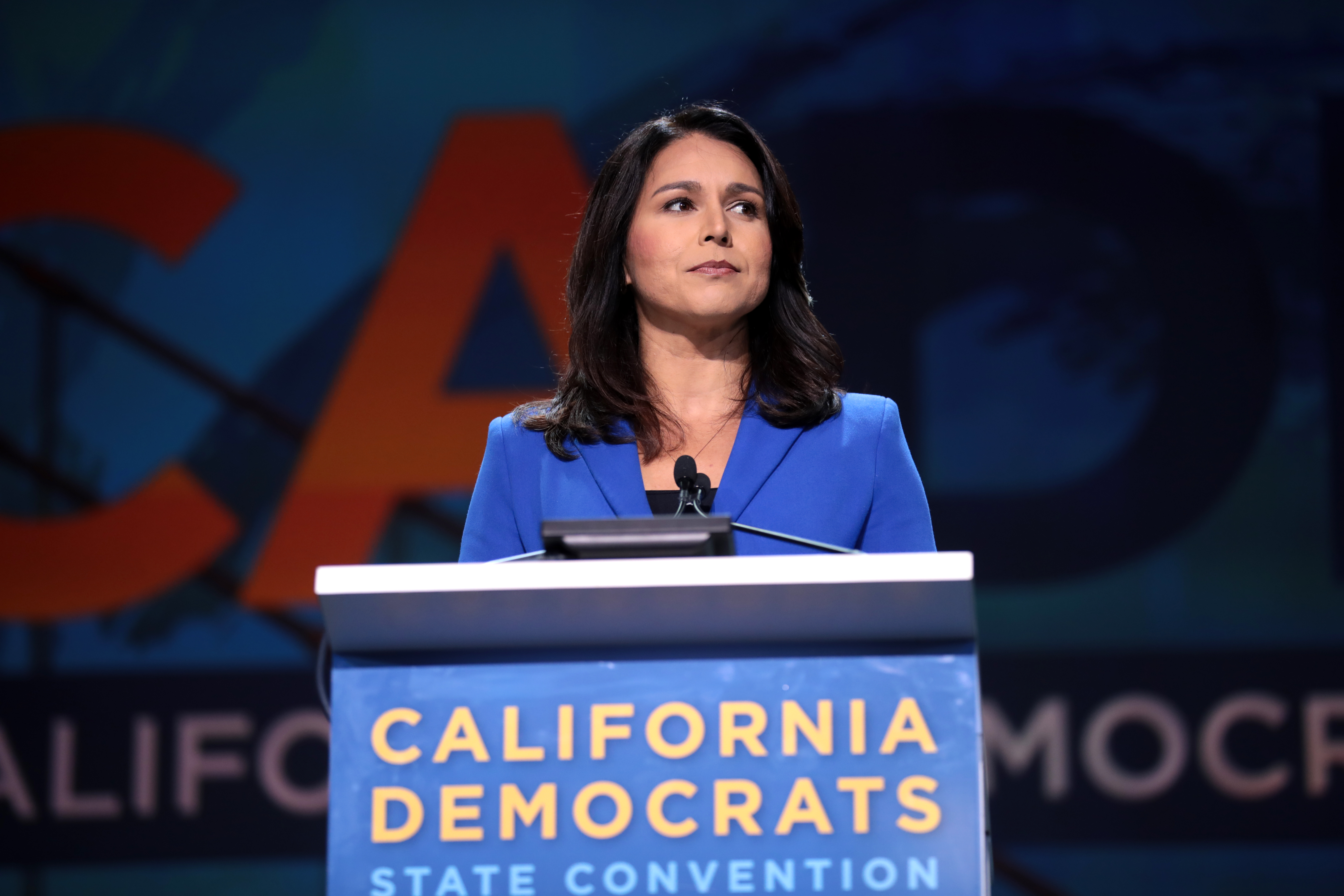
Tulsi Gabbard im Jahr 2019 auf einem Parteitag des kalifornischen Landesverbands der Demokratischen Partei

Im Januar 2019 gab Tulsi Gabbard offiziell ihre Kandidatur für die US-Präsidentschaftswahl 2020 und damit ihre Beteiligung an den Vorwahlen der Demokratischen Partei bekannt. Als wichtigstes Motiv ihrer Kandidatur nannte sie den Widerstand gegen interventionistische Kriege der USA, wobei sie sich auf ihre eigene Erfahrung als Soldatin im Irak berief. Sie warf den USA vor, einen „neuen Kalten Krieg“ zu führen. Sie stellt mehr als alle anderen Kandidaten die Außenpolitik in das Zentrum ihrer Kampagne. Gabbard plädiert für eine Zweistaatenlösung zur Beendigung des Nahostkonflikts.
Im Jahr 2019 kritisierte Gabbard das US-amerikanische Strafrecht, weil es für den Konsum von Cannabis als Rauschmittel Haftstrafen vorsieht. Gabbard erklärte, dass sie als Präsidentin Cannabis legalisieren, das US-amerikanische Kautionssystem abschaffen und privatisierte Gefängnisse verbieten würde. Entsprechende Gesetzesvorschläge zur Legalisierung von Cannabis brachte sie als Abgeordnete in den Kongress ein.
Gabbard plädierte für einen Abzug amerikanischer Truppen aus dem Ausland. So wollte Gabbard 2019 amerikanische Truppen so schnell wie möglich aus Afghanistan zurückziehen und plädierte für ein Ende der Unterstützung Saudi-Arabiens im Krieg in Jemen; Donald Trump warf sie in diesem Zusammenhang vor, die USA zur „Prostituierten Saudi-Arabiens“ zu machen. Auch in einer früheren Stellungnahme nannte sie Trump „Saudi-Arabiens Bitch“. 2017 brachte sie einen Gesetzentwurf im Repräsentantenhaus ein, der den USA jede Unterstützung von Untergrundkämpfern oder Regierungen untersagt, die offene oder verdeckte Beziehungen zum Islamischen Staat, al-Qaida oder der Al-Nusra-Front unterhalten.
Gabbard setzte sich für eine Ausweitung der staatlichen Gesundheitsvorsorge Medicare auf alle US-Bürger ein, will aber Ausnahmen zulassen. Sie plädiert für eine Abschaffung von privaten Haftanstalten und vorgeschriebenen Mindeststrafen. Abtreibung soll weitgehend straffrei sein, die Grundsatzentscheidung des Supreme Court zu diesem Thema soll Gesetzeskraft erhalten. Sie sprach sich für strengere Waffengesetze aus; so sollte ihrer Meinung nach der Verkauf von Schnellfeuerwaffen untersagt werden. Grundsätzlich bekennt sich Gabbard aber ausdrücklich zum in der Verfassung garantierten Recht, eine Waffe zu tragen. Gabbard gab an, das US-amerikanische Wahlrecht reformieren zu wollen; sie wolle das Electoral College abschaffen und die Stimmabgabe in Papierform zur Pflicht machen. Sie plädiert für eine Erhöhung des Mindestlohns auf 15 US-Dollar pro Stunde, will Investmentbanking und Kundengeschäft ähnlich wie im Glass-Steagall Act trennen, Offshore-Steuervorteile streichen und große Social-Media-Konzerne zerschlagen.
Im Oktober 2019 warnte Hillary Clinton, ohne Gabbard zu nennen, dass Russland auch bei den Wahlen 2020 wieder eine dritte Kandidatin fördern würde. Dies bezog ein Journalist der CNN auf Gabbard und wies darauf hin, dass Clinton dasselbe 2016 über die Kandidatin Jill Stein behauptet hatte. Gabbard wies diese Behauptung zurück. Bereits im Februar desselben Jahres hatten Robert Windrem und Ben Popken bei NBC behauptet, dass Kreml-nahe Kanäle auffallend häufig und positiv über Gabbard berichten würden. Der Journalist Matt Taibbi sah darin wiederum Versuche, missliebige Positionen als Verrat zu denunzieren. Glenn Greenwald lobte in einem Interview Gabbards Positionierung gegen die regime change-Politik und ihr unabhängiges, kritisches Denken; dies sei der Grund, weshalb sie vom Establishment der Demokraten gehasst werde. Er kritisierte aber unter anderem ihre Nähe zu Hindu-Nationalisten, ihre angebliche Sympathie für den ägyptischen Diktator Abd al-Fattah as-Sisi und ihr militärisches Wirken im „Krieg gegen den Terror“.
Im Jahr 2019 enthielt sich Gabbard als einzige Abgeordnete der demokratischen Partei bei der Abstimmung, ob wegen der Ukraine-Affäre ein Impeachment-Verfahren gegen Präsident Trump eingeleitet werden solle. Sie könne nicht mit gutem Gewissen gegen ein Impeachment stimmen, weil sie glaube, dass Trump des Fehlverhaltens schuldig sei, aber ebenfalls nicht guten Gewissens dafür stimmen, weil die Amtsenthebung eines Präsidenten nicht das Ergebnis einer zugespitzten Parteienfehde sein dürfe, angetrieben durch Stammesfeindschaften.
Bei den Vorwahlen im März 2020 gelang es Gabbard, in Amerikanisch-Samoa zwei Delegiertensitze für die Wahlversammlung der Demokraten zu gewinnen.
Sie zog ihre Präsidentschaftsbewerbung im selben Monat zurück, begründete dies mit der COVID-19-Pandemie und gab bekannt, Joe Biden bei seiner Kandidatur zu unterstützen. Im Oktober 2020 präsentierte sie zusammen mit dem Republikaner Thomas Massie eine Resolution für den Kongress, wonach Edward Snowden und Julian Assange nicht weiter wegen Geheimnisverrats verfolgt, sondern als Whistleblower behandelt werden sollten.
Im Jahr 2020 verließ Gabbard die Hawaii Army National Guard, nachdem sie mit Unterbrechungen 17 Jahre lang dort gedient hatte. Anschließend trat sie der U.S. Army Reserve bei. Im Juli 2021, als sich Gabbard im Rahmen eines Einsatzes ihrer Einheit, der U.S. Army Civil Affairs and Psychological Operations Command am Horn von Afrika befand, wurde sie zum Lieutenant Colonel (deutsche Entsprechung: Oberstleutnant) befördert.

### Parteiwechsel und Mitglied des Kabinetts Trump
Im Februar 2022 hielt Gabbard eine Rede auf der Conservative Political Action Conference (CPAC).
Nach dem russischen Überfall auf die Ukraine erklärte sie, die USA hätten in der Ukraine 25 bis 30 Labore für biologische Forschungsprojekte betrieben, die bei Kriegshandlungen zerstört werden könnten. Mitt Romney und Adam Kinzinger warfen ihr deshalb verräterisches Verhalten vor, mit dem sie auch Menschenleben aufs Spiel setze. Das russische Staatsfernsehen strahlte drei Videoclips mit ihren Auftritten in der Tucker-Carlson-Show aus, in denen sie Joe Biden die Schuld am russischen Angriff gab. Im August 2022 moderierte Gabbard in Vertretung von Tucker Carlson dessen Sendung Tucker Carlson Tonight auf Fox News.
Im Oktober 2022 erklärte Gabbard öffentlich ihren Austritt aus der Demokratischen Partei. Diese werde nun kontrolliert von einer elitistischen Clique von Kriegstreibern, wodurch die Gefahr eines Atomkriegs vergrößert werde. Die Partei sei getrieben von Wokeness und spalte das Land, indem sie jedes Thema unter Rassenaspekten behandle und Rassismus gegen Weiße schüre. Ferner nehme sie eine feindselige Haltung gegenüber religiösen Menschen ein und dämonisiere die Polizei. Gabbard rief moderate Demokraten auf, ihr zu folgen. Am gleichen Tag begann sie auf Youtube eine Podcastserie, die Tulsi Gabbard Show.
Vor den Halbzeitwahlen im November 2022 bekundete sie ihre Unterstützung für etliche Kandidaten der Republikaner. Ab dem Frühjahr 2023 wurde sie mehrfach als mögliche Vizepräsidentschaftskandidatin von Donald Trump genannt. Im März 2024 äußerte sie, das Amt gern übernehmen zu wollen. Im Juli 2024 sprach sich Gabbard gegen Kamala Harris als Präsidentschaftskandidatin der Demokraten aus und rief zur Wahl von Donald Trump auf. Ende August 2024 gab sie bei einer Veranstaltung mit Trump für die Präsidentenwahl im November eine ausdrückliche Wahlempfehlung (Endorsement) für Trump. Unter der Regierung von Biden habe es zu viele Kriege gegeben, so Gabbard. Sie half Trump bei den Vorbereitungen für die Fernsehdebatte gegen Kamala Harris. Trump nannte sie als mögliche Co-Vorsitzenden für sein Übergangsteam im Falle seines Wahlsieges. Im Oktober 2024 gab sie bekannt der Republikanischen Partei beizutreten.

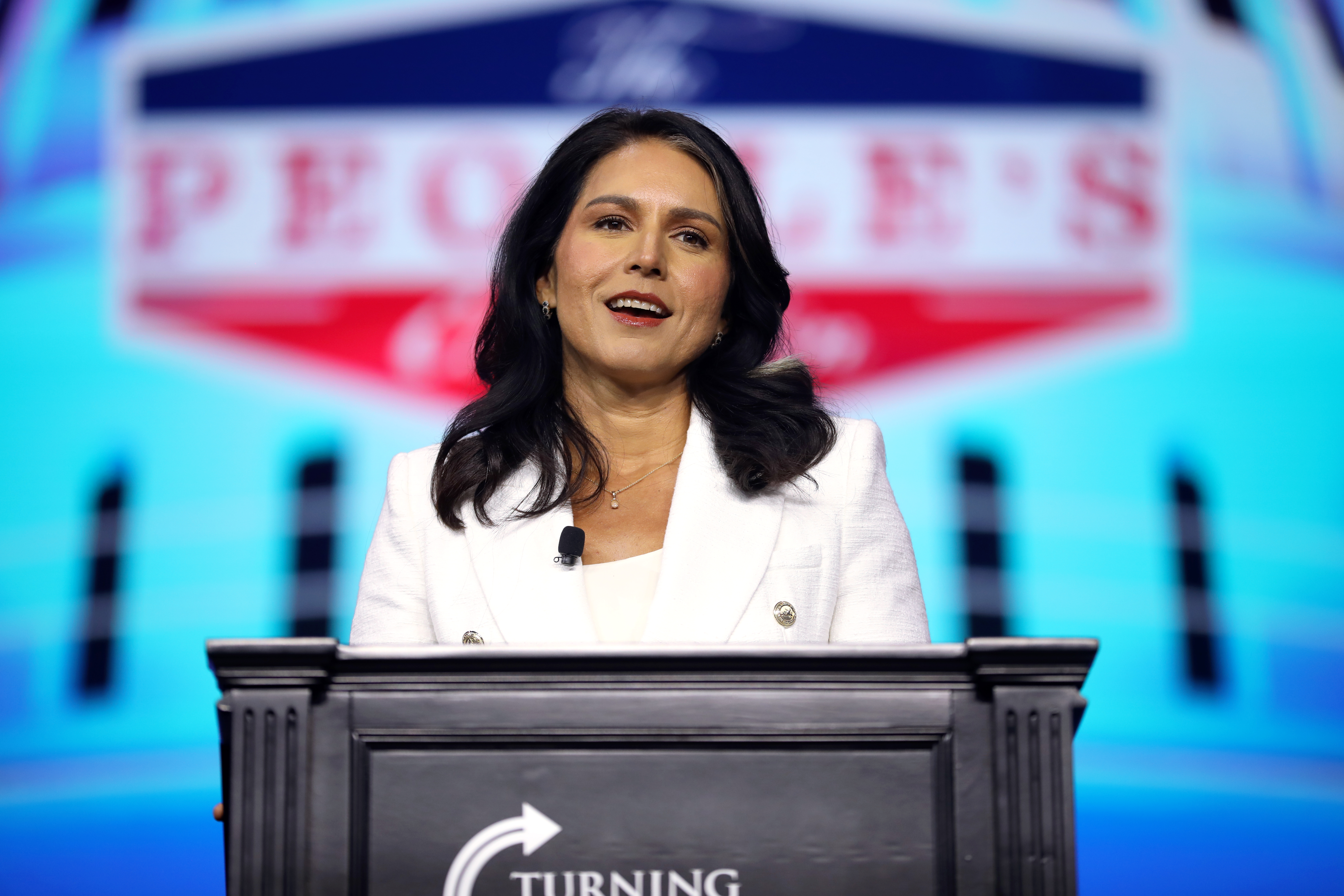
Tulsi Gabbard im Jahr 2024 bei einer Veranstaltung von Turning Point USA

Nach der US-Präsidentschaftswahl 2024 gehörte Gabbard zu den engsten Beratern von Trump bei der Zusammenstellung von dessen zweiter Regierung; im November 2024 gab Trump bekannt, sie als Director of National Intelligence für sein zweites Kabinett vorzusehen. Bei der im Geheimdienstausschuss des Kongresses abgehaltenen Anhörung am 30. Januar 2025 wurde sie mit der Anschuldigung konfrontiert, sich die Sichtweisen von Russland und „anderer Gegner“ zu eigen gemacht zu haben. So verwies der Demokrat Mark Warner darauf, dass sie die USA und die NATO wegen des Krieges in der Ukraine beschuldigt habe. Deshalb sei zweifelhaft, dass sie das Vertrauen der Verbündeten gewinnen würde, damit diese hochsensible Geheimdienstinformationen weitergeben würden. Sie entgegnete, dass sie keine Marionette ihrer Kritiker sei. Sie würde ihr Amt sachlich und ohne politische Absichten ausüben. So sagte sie: „Meine persönlichen Ansichten werde ich vor der Tür lassen und mich der Aufgabe verschreiben, Geheimdienstinformationen zu liefern, die ohne Einseitigkeit, Voreingenommenheit oder politischen Einfluss gesammelt, analysiert und weitergegeben werden.“ Sie würde keine Marionette von irgendjemand sein, sondern allein ihrem Gewissen, Gott und der Verfassung der Vereinigten Staaten folgen.
Am 12. Februar 2025 wurde Gabbard bei der Abstimmung im Senat mit 52 zu 48 Stimmen bestätigt. Alle demokratischen Senatorinnen und Senatoren sowie der republikanische Senator von Kentucky Mitch McConnell stimmten gegen sie. Stunden danach wurde sie als Director of National Intelligence im Oval Office von Justizministerin Pam Bondi vereidigt.
In einem bei Fox News geführten Interview fragte die Moderatorin Gabbard, wie die amerikanischen Geheimdienste den Kremlchef Wladimir Putin und seine künftigen Pläne einschätzten. Ohne auf die Frage einzugehen, kritisierte sie den ukrainischen Präsidenten: Der wolle den Krieg nur beenden, wenn dies zu einem Sieg für die Ukraine führe, und riskiere damit einen dritten Weltkrieg oder gar einen Atomkrieg, Selenski habe die Situation im Oval Office «sofort eskaliert». Die Moderatorin konfrontierte Gabbard mit dem Ergebnis einer Umfrage, ausweislich derer 81 Prozent der Amerikaner der Auffassung seien, dass die USA Putin nicht trauen sollten. Die große Mehrheit der amerikanischen Bevölkerung würde Selenskis Bedenken teilen. Ausdrücklich gefragt, «Warum diese Regierung Putin vertraut?», wich Gabbard wiederum aus und kritisierte später die Europäer. Wer Trump kritisiere, kämpfe nicht wirklich für Frieden und Freiheit. «Viele dieser europäischen Partner und Verbündeten betreiben eine Politik, die in Wirklichkeit der Demokratie schadet.»

## Kritik
Der Historiker Timothy Snyder, einer der schärfsten intellektuellen Kritiker Trumps, dem er faschistische Tendenzen vorwirft, reagierte alarmiert auf die Nominierung Gabbards zum Director of National Intelligence. In diesem Amt ist sie für die Koordinierung aller US-amerikanischen Geheimdienste zuständig. Snyder beschuldigt Gabbard, seit Jahren bewusst Desinformation im Sinne des russischen Putin- und des syrischen Assad-Regimes zu verbreiten und sich apologetisch über deren Kriegsverbrechen und Menschenrechtsverletzungen zu äußern. In seinem Blog Thinking about … kritisiert Snyder Tulsi Gabbard scharf, indem er ihr vorwirft, zwei der schwerwiegendsten Verbrechen dieses Jahrhunderts zu rechtfertigen: die russisch-syrische Niederschlagung der syrischen Opposition unter Baschar al-Assad, die rund eine halbe Million Todesopfer forderte, sowie die russische Invasion in der Ukraine, die ebenfalls zu etwa einer halben Million Toten, massiver Zerstörung, Entführungen, Folter und der Hinrichtung von Zivilisten führte. Snyder beschreibt Gabbard als durchweg fehlgeleitet in Fragen von großer moralischer und politischer Tragweite, da ihre Handlungen Elemente bewusster Desinformation enthalten würden, die darauf abzielten, Verwirrung zu stiften und Feinden Amerikas zu dienen. Würde sie zum Director of National Intelligence ernannt, richte sie enorme Schäden an und gefährde Sicherheitsstrukturen der USA. Snyder nennt Gabbard unqualifiziert. Er glaubt, sie würde in dieser Rolle den Interessen von Gegnern der USA dienen, weshalb sie in russischen Medien häufig als „russische Agentin“ und „Freundin“ bezeichnet werde.
Ähnlich äußerten sich Adam Kinzinger, John R. Bolton und Mitt Romney – als Politiker aus Gabbards Republikanischer Partei – da sie Assads Regime noch nach dessen Sturz Ende 2024 verteidigte.

Bei der Anhörung zur Bestätigung des Amtes als Koordinatorin der Nationalen Geheimdienste entgegnete Gabbard den Vorwürfen wie folgt:

„Jene, die sich meiner Nominierung widersetzen, implizieren, dass ich etwas oder jemand anderem als Gott, meinem eigenen Gewissen und der Verfassung der USA gegenüber loyal bin – und beschuldigen mich, Trumps Marionette, Putins Marionette, Assads Marionette, die Marionette eines Gurus und Modis Marionette zu sein – ohne die Absurdität zu erkennen, zugleich die Marionette fünf verschiedener Strippenzieher zu sein.“ Sie fügte hinzu: „Die gleiche Taktik wurde gegen Präsident Trump angewandt. Sie scheiterte. Das amerikanische Volk hat Präsident Trump mit einem deutlichen Sieg und einem Mandat für den Wandel gewählt. Fakt ist, was meine politischen Gegner wirklich verunsichert, ist, dass ich mich weigere, ihre Marionette zu sein.“

## Auszeichnungen
|  | Army Commendation Medal (2 ×)                                      |
|  | Army Achievement Medal (2 ×)                                       |
|  | Meritorious Service Medal                                          |
|  | National Defense Service Medal                                     |
|  | Global War on Terrorism Service Medal                              |
|  | Combat Medical Badge                                               |
|  | Abzeichen der Bundeswehr für besondere Leistungen im Truppendienst |

## Veröffentlichungen
- Is Today the Day?. Grand Central Publishing. 2019, ISBN 978-1-4555-4231-4
- Is Today the Day? (Edition-II). Grand Central Publishing, 2021, ISBN 978-1-4555-4232-1
- For Love of Country: Leave the Democrat Party Behind. Skyhorse Publishing, 2024, ISBN 978-1-68451-485-4